# Wesson (Missisipi)
Wesson – miasto w Stanach Zjednoczonych, w stanie Missisipi, w hrabstwie Copiah.